# الیزا زنس
الیزا زنس (آلمانی: Elisa Senß؛ زادهٔ ۱ اکتبر ۱۹۹۷) بازیکن فوتبال زن اهل آلمان است.
وی همچنین در تیم ملی فوتبال زنان آلمان بازی کرده است.
وی در مسابقات کشوری و بین‌المللی در مجموع برندهٔ ۱ مدال برنز شده است.